# Hasan ibn Talal

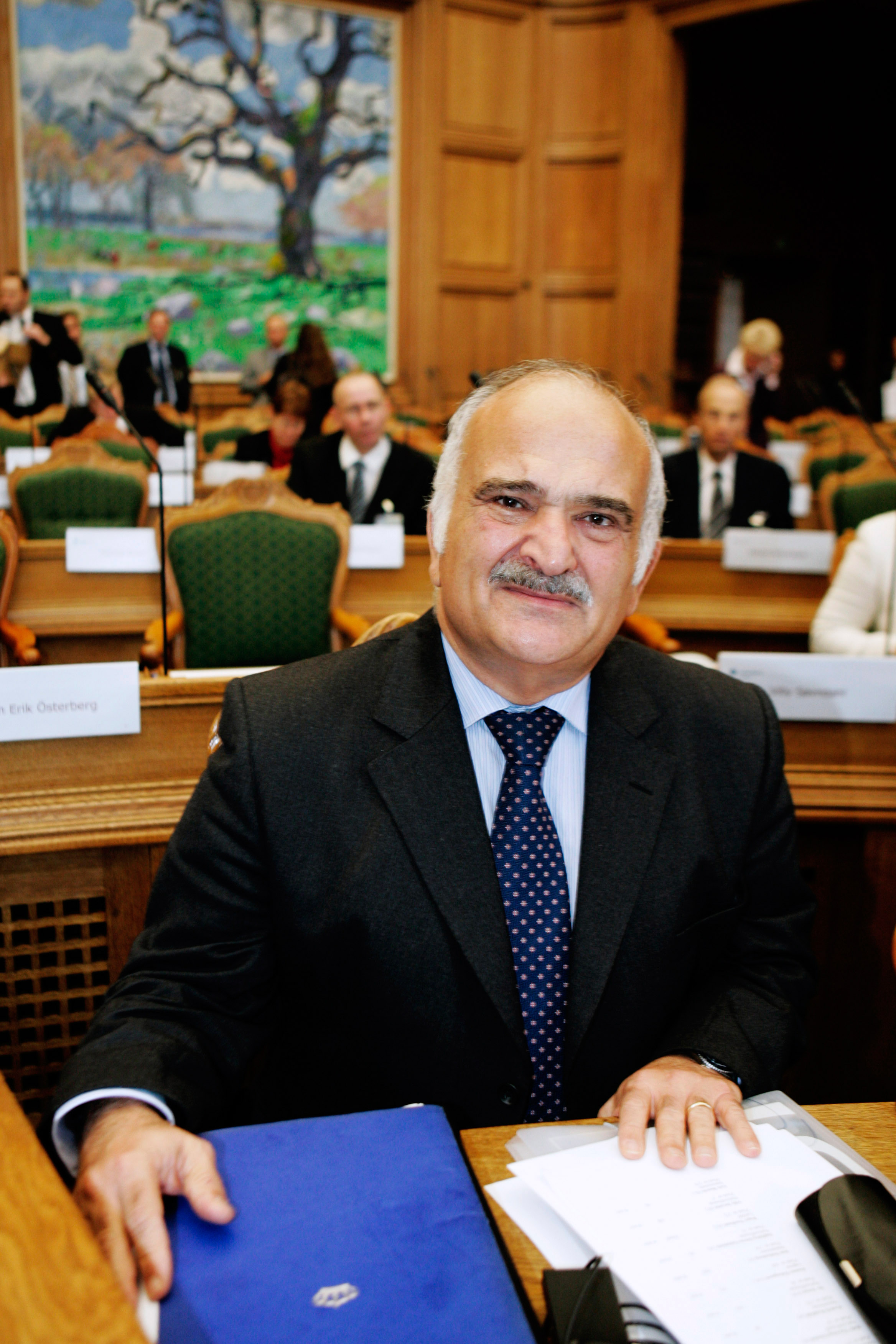

Hasan ibn Talal (ur. 20 marca 1947 w Ammanie) – jordański książę, syn króla Talala i jego małżonki Zajn. W latach 1965–1999 następca tronu Jordanii.

## Życiorys
Jest najmłodszym synem i czwartym z kolei dzieckiem króla Jordanii Talala i królowej Zajn. Ukończył studia na Uniwersytecie w Oxfordzie w zakresie orientalistyki.
W 1965 król Jordanii Husajn, starszy brat Hasana, mianował go następcą tronu w miejsce swojego małoletniego syna Abd Allaha. Powodem tej decyzji była niestabilna sytuacja polityczna kraju, niepewna przyszłość rządów Haszymidów w Jordanii. Rola polityczna Hasana była jednak ograniczona. Był dopuszczany do ścisłej elity władzy jedynie w okresach, gdy sytuacja monarchii była najtrudniejsza, m.in. podczas wydarzeń Czarnego Września. Książę starał się budować wizerunek patrona nauki i kultury, wspierał jordańską edukację i biznes. Działał w ONZ. W 1972 założył Królewskie Towarzystwo Naukowe. Patronował również wielu konferencjom i instytucjom naukowym w Jordanii. W latach 1973–1975, 1976-1980 i 1986-1990 stał na czele krajowego komitetu rozwoju. . Był również zaangażowany w dialog ekumeniczny między islamem a prawosławnym Patriarchatem Konstantynopolitańskim, Kościołem rzymskokatolickim oraz Kościołem Anglii. Posiada honorowy stopień generała jordańskich sił zbrojnych. Reprezentował swój kraj na zawodach międzynarodowych w polo. Jest autorem trzech książek o tematyce bliskowschodniej:
- A Study on Jerusalem (1979)
- Palestinian Self-Determination. A Study on the West Bank and the Gaza Strip (1981)
- Search for Peace (1984)[2].

W październiku 1993, po zawarciu jordańsko-izraelskiego traktatu pokojowego, razem z ministrem spraw zagranicznych Izraela Szimonem Peresem i prezydentem USA Billem Clintonem powołał Amerykańsko-Izraelsko-Jordański Trójstronny Komitet Ekonomiczny, który postawił sobie za cel rozwój współpracy ekonomicznej między Izraelem i Jordanią, wspieranie izraelskich inwestycji w Jordanii oraz turystyki. Spotkanie księcia Hasana i Szimona Peresa było pierwszym publicznym spotkaniem wysokich funkcjonariuszy państwowych obydwu krajów. Hasan popierał zbliżenie izraelsko-jordańskie i wspierał wysiłki króla Husajna, w tym kierunku.
Stosunki między królem Husajnem i księciem Hasanem nie były najlepsze. Znaczący udział Hasana w negocjacjach izraelsko-jordańskich wydawał się sugerować, że Hasan stał się bliskim współpracownikiem brata, jednak już w 1996 Husajn ponownie usunął go ze ścisłej elity władzy. Odmówił także zdymisjonowania premiera Abd al-Karima al-Kabaritiego, poróżnionego z następcą tronu. Jeszcze w 1998, gdy król Husajn wyjechał do Stanów Zjednoczonych, by przejść półroczną kurację raka układu limfatycznego, Hasan pełnił obowiązki regenta. Wydawało się, że objęcie przez niego rządów w kraju po śmierci brata jest pewne, jednak w grudniu 1998, po powrocie do Jordanii, Husajn publicznie mianował następcą tronu swojego najstarszego syna Abd Allaha. Kolejną osobą w linii sukcesji do tronu miał być natomiast kolejny syn Husajna, Hamza. 
Książę Hasan, obok ojczystego języka arabskiego, włada językami angielskim i francuskim, uczył się języka hebrajskiego, rozumie natomiast język niemiecki oraz język turecki.

## Rodzina
28 sierpnia 1968 książę Hasan ożenił się z Pakistanką Sarvath Ikramullah. W małżeństwie tym urodziło się czworo dzieci:
- księżniczka Rahma (ur. 1969)
- księżniczka Sumaja (ur. 1971)
- księżniczka Badija (ur. 1974)
- książę Raszid (ur. 1979)[2].

## Wyróżnienia
- Tytuł doktora honoris causa Uniwersytetu Bukareszteńskiego (25 października 2011)[9].